# Elasmothemis aliciae
Elasmothemis aliciae är en trollsländeart som beskrevs av Gonzalez-soriano och Novelo-gutierrez 2006. Elasmothemis aliciae ingår i släktet Elasmothemis och familjen segeltrollsländor. Inga underarter finns listade i Catalogue of Life.